# カルロス・ビバス
カルロス・アルベルト・ビバス・ゴンザレス（Carlos Alberto Vivas González , 2000年4月4日 - ）は、ベネズエラ・タチラ州サン・クリストバル出身のサッカー選手、リーガFUTVE・デポルティーボ・タチラFC所属。ポジションはDF、

## クラブ経歴
2018年に地元のデポルティーボ・タチラFCのトップチームに昇格。翌2019年シーズン終盤よりトップチームに定着し、10月5日のジャネロス・デ・グアナレ戦で、プロデビュー戦を先発出場し4-1で勝利。翌2020年シーズンは、3月に新型コロナウイルスの世界的感染拡大によりリーグ戦が中断されるまで、リーグ戦5試合中4試合に先発出場するなど、チームの中心選手に成長した。